# Jordi Vila i Fernández
Jordi Vila i Fernández   (c. 1947 - Pineda de Mar, 29 d'octubre de 2023) va ser un músic, cantant i actor de doblatge català. Va ser la veu de sintonies en català com Bola de drac, que es va emetre per primer cop a TV3 el 15 de febrer de 1990 i que va assolir un gran èxit. Hi va posar les veus a personatges com el Monstre Buu, Dodoria o Paragus, entre d'altres. També va doblar nombrosos personatges de sèries de televisió d'animació com el protagonista de Musculman, el gat Garfield o el Mussol de La Bruixa Avorrida. A més, va posar veu a les caretes de Ranma ½, Les tortugues ninja, Lucky Luke, La penya del pollastre, La família Addams o L'inspector Gadget.
Vila també va ser la veu de diversos personatges d'algunes de les pel·lícules de Walt Disney Animation Studios, com de l'os Baloo a El llibre de la selva: L'aventura continua, i de personatges de sèries i pel·lícules com ara Buscant en Nemo, Frozen: El regne del gel, Dr. Slump, One Piece, Els barrufets, Inuyasha, Vicky, el Viking, Hattori, el Ninja o La núvia cadàver.